# Eurytoma nippon
Eurytoma nippon is een vliesvleugelig insect uit de familie Eurytomidae. De wetenschappelijke naam is voor het eerst geldig gepubliceerd in 1916 door Alexandre Arsène Girault. Eurytoma nippon is een nomen novum; de soort was eerder beschreven als Eurytoma binotata door William Harris Ashmead, maar die naam was reeds in gebruik. Het is een soort die in Japan voorkomt.